# .nu
A .nu Niue internetes legfelső szintű tartomány kódja, melyet 1997-ben hoztak létre. Ez volt az első tartomány, amit reklámoztak az interneten, mint a .com vagy .org végződések riválisát. Mivel kiejtése hasonlít az angol new (új) szóra, ezért nagyon sokan regisztráltak itt, és mára már az összes népszerű oldal elkelt. Ugyanígy ejtik ki franciául és oroszul a meztelenséget jelentő ottani szót, így nagyon sok erotikus tartalom található. Mivel a nu [ejtsd: nü] szó a svéd nyelvben is megtalálható (magyar jelentése most), ez internetes kód alatt számos skandináv (pontosabban svéd) honlap is megtalálható.